# Zapadlej krám
Zapadlej krám – drugi singel Ewy Farnej z pierwszego czeskiego albumu Měls mě vůbec rád.

## Pozycje na listach przebojów
| Lista            | Najwyższa pozycja |
| ---------------- | ----------------- |
| Czeskie Top 50   | 7                 |
| Radio Top 100    | 24                |
| Słowackie Top 50 | 32                |
| Radio Top 100    | 76                |